# Guatemala i olympiska sommarspelen 2000
Guatemala deltog i de olympiska sommarspelen 2000 med en trupp bestående av 15 deltagare, 14 män och 1 kvinna, men ingen av landets deltagare erövrade någon medalj.

## Cykling
Herrarnas linjelopp
- Oscar Pineda Méndez
  - Final — 5:52:47 (→ 91:e plats)

## Friidrott
Herrarnas 100 meter
- Oscar Meneses
  - Omgång 1 — 10.54 (→ gick inte vidare)

Herrarnas 4 x 100 meter stafett
- Rolando Blanco, José Haroldo Meneses, Oscar Meneses, José Tinoco
  - Omgång 1 — 39.34 (→ gick inte vidare)

Herrarnas 20 kilometer gång
- Luis Fernando García
  - Final — 1:27:16 (→ 32:a plats)
- Julio René Martínez
  - Final — 1:31:47 (→ 43:a plats)

Damernas 20 kilometer gång
- Teresita Collado
  - Final — 1:43:28 (→ 41:a plats)